# Hekele
Hekele (hekerle, niem. Häckerle) – śląska potrawa sporządzana na zimno z solonych filetów śledziowych, jaj na twardo, ogórków kiszonych i cebuli. Wszystkie składniki kroi się w drobną kostkę lub mieli, a całość doprawia pieprzem i musztardą.
Hekele zazwyczaj podawane są z pieczywem i masłem.
Produkt o nazwie „hekele / hekerle górnośląskie” został wpisany 18 grudnia 2017 na polską Listę produktów tradycyjnych w kategorii „Gotowe dania i potrawy w województwie śląskim”.